# Кохутепеке
Кохутепе́ке (ісп. Cojutepeque) — місто в Сальвадорі, адміністративний центр департаменту Кускатлан.

## Історія
Було засноване в 1659 році індіанцями. В 1858 році отримало статус міста.

## Економіка
Містяни зайняті переважно в галузі сільського господарства. У місті вирощуються: фрукти, тютюн, цукор та каву. 